# كلون/رانجيل-ستريت. إلياس / جلاشير باي / تتشينشيني-ألسيك

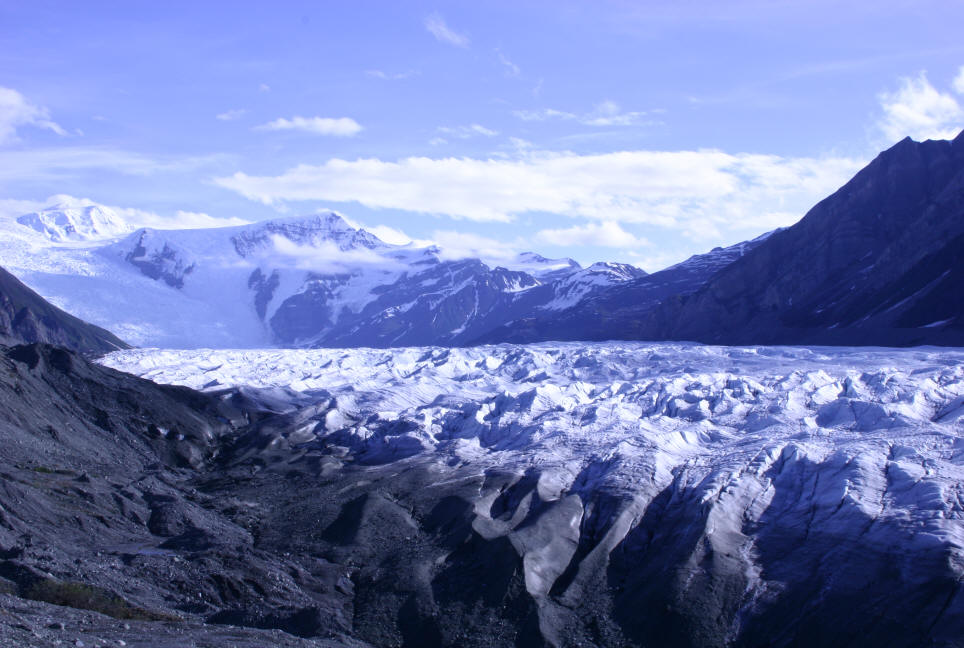

(كلون/رانجيل-ستريت. إلياس / جلاشير باي / تتشينشيني-ألسيك) (بالإنجليزية: Kluane / Wrangell-St. Elias / Glacier Bay / Tatshenshini-Alsek)‏ هو نظام حدائق دولي يقع في كندا والولايات المتحدة، على حدود إقليم يوكون وألاسكا وكولومبيا البريطانية.
حيث تم الإعلان عنه كمنطقة تراث عالمي من قبل اليونسكو عام 1979 نظرًا للمناظر الطبيعية للأنهار الجليدية والطبقات الجليدية الخلابة وأيضًا لأهمية الدب الأشهب وحيوان الرنة وأغنام الدالا التي تعيش فيه. حيث يبلغ حجم المنطقة الإجمالي للموقع ما يزيد عن 32,000,000 أكر (130,000 كـم2).

## نظام الحدائق
يتألف النظام العالمي من حدائق تقع في بلدين وثلاث مناطق إدارية:
- محمية وحديقة كلون الوطنية (Kluane National Park and Reserve) (كندا)
- محمية وحديقة رانجيل-ستريت. إلياس الوطنية (Wrangell – St. Elias National Park and Preserve) (الولايات المتحدة.)
- محمية وحديقة جلاشير باي الوطنية (Glacier Bay National Park and Preserve) (الولايات المتحدة).
- حديقة إقليم تتشينشيني (ألسيك، حديقة إقليمية، كولومبيا البريطانية، كندا )